# Fains-la-Folie
Fains-la-Folie era un comune francese di 333 abitanti situato nel dipartimento dell'Eure-et-Loir nella regione del Centro-Valle della Loira, nato nel 1834 dall'unione delle parrocchie di Fains e di La Folie-Herbault. Dal 1° gennaio 2016 è divenuto comune delegato del comune di Éole-en-Beauce.

## Società

### Evoluzione demografica
Abitanti censiti